# パーツイシバ
パーツイシバ（ぱーついしば、1969年9月12日 - ）は日本のタレント、振付師。所属事務所はトゥインクル・コーポレーション。

## 人物
高校卒業後、上京して大道芸人としてキャリアをスタート。
ダンスとパントマイムで独創的な発想の振り付けが各界の注目を浴び、これまで舞台、CM、MV、TV番組、映画など数えきれない程の作品を手がける。
2014年から『シャキーン!』の振り付けをレギュラーで担当。各種コンサートの空間演出、宝塚歌劇団の振付・講師など、多彩なシチュエーションで活躍する。

## 出演作品

### テレビ番組
2010年
- あらびき団90分スペシャル

2011年
- THEプレッシャー
- ZIP!
- 知りたがり!
- バナナマンのテイテン
- ほこ×たて

2013年
- 暮らしの学校

2014年
- シャキーン!
- なら婚
- 乃木坂って、どこ?
- ミュージックドラゴン

2015年
- 健康カプセル!ゲンキの時間
- ロンリのちから

2016年
- 珍種目No.1は誰だ!? ピラミッド・ダービー
- ノージーのひらめき工房
- ババカ〜〜ン

2017年
- 天才てれびくんYOU
- コズミックフロントダークマターを探せ

2018年
- 鹿児島讀賣テレビ サテスタ情報
- 北海道6:52ニュース ふるさとでダンスの楽しさ

2019年
- チコちゃんに叱られる!
- NET BUZZ
- ヒルナンデス ある世界で大成功!いったい何者?

2021年
- あけましておめでとうTV

2022年
- 松本まりかクリスマス24時間生テレビ

### テレビドラマ
- アイ'ム ホーム（2015年）
- 38歳バツイチ独身女がマッチングアプリをやってみた結果日記（2020年）

### 映画
- スマホを落としただけなのに

### ラジオ
- 渋谷のラジオ 博報堂ケトルの原カントくん 渋谷のほんだな
- 大竹まことゴールデンラジオ
- 魔法使いアキットのマジカルラジオ

### CM
- インテル Ultrabook 宇宙篇カフェ篇列車篇書斎篇
- KIRIN 午後の紅茶 MAGICAL TEA PARTY!
- KDDI KKBOXグラフィック
- サントリー 伊右衛門特茶進化した本木さん篇
- Pokémon GO「相棒と冒険」
- モンスターハンターワールド アイスボーン間宮熱唱編

### MV
- 絢香「にじいろ」
- コアラモード「雨のち晴れのちスマイリー」
- さっぴ&ぴっぴ（街裏ぴんく/奥森皐月）マジウゲランニャマ〜
- Strangler Figs 米倉千尋 奏-sou-
- Superfly「Ambitious」
- パプリカ 「シャキーン!」バージョン
- ファンキー加藤「MUSIC MAGIC」
- 富士ゼロックス smart work innovation アトムdocument AI 篇

### 舞台振り付け
- 宝塚歌劇団月組アーサー王伝説

### その他コンテンツ
- 郷ひろみ HIROMI GO SPECIAL CONCERT 2019 “ALL MY LIFE” 空間演出